# 埃弗里特·M·羅傑斯
埃弗里特·M·羅傑斯（英語：Everett M. Rogers，1931年3月6日—2004年10月21日），他是當代美國最著名的傳播學學者之一，同時也是有名的社會學家、作家及教師。羅傑斯以其作為發展傳播學的重要開創者而奠定了其在當代傳播學界的權威地位。

## 個人經歷
埃弗里特·M·羅傑斯於1931年出生於他們一家人位於愛荷華州卡洛爾的農場中。羅傑斯的父親喜愛農業方面關於電動及機械的創新，但極度不願意甚至是拒絕利用生物化學在農業方面的創新。於是他拒絕使用新型的雜交玉米種子，即便使用這些種子可以增加25%的收成並且抵抗乾旱。因此，在1936年的愛荷華州的旱情中，在鄰居那使用了雜交種子的玉米生長的糧食高且堅挺著立在田地裏的同時，羅傑斯一家的田地中的作物卻枯萎了。經過如此種種，羅傑斯的父親終於被生物化學在農業方面的創新說服了。
年輕的羅傑斯一開始並沒有上大學的打算，直到有一天他的中學教師將他和一些同學載到了埃姆斯去參觀愛荷華州立大學，羅傑斯選擇了在這所大學裏取得一個關於農業的學位。他後來在朝鮮戰爭中服役兩年（1952-1954）。在此之後他回到了愛荷華州立大學，並分別於1955和1957年獲得了田園社會學的碩士和博士學位。
羅傑斯在俄亥俄州立大學（1957–63）、密歇根州立大學（1964-1973）和密歇根大學（1973-1975）任教。他曾任斯坦福大學國際傳播學的珍妮特·佩克教授（1975-1985年）和南加州大學安嫩伯格通信學院的沃爾特·安嫩伯格教授兼博士研究副院長（1985-1993年）。
作為富布赖特学者，羅傑斯曾在波哥大的哥倫比亞國立大學（1963-1964）法國的巴黎大學（1981）任教。他還是新墨西哥州立大學的特聘教授（1977年）、墨西哥伊比利亞-美洲大學的客座教授（1979年）、德國拜羅伊特大學的路德維希·艾哈德教授（1996年）、新加坡南洋理工大学的黃金輝教授（1998年）和南洋教授（2000年至2001年）、約翰·霍普金斯大學的客座教授（1999年至2000年）。他曾擔任國際傳播協會主席（1980-1981）和加利福尼亞州斯坦福行为科学高等研究中心的會員（1991-1992）。
二十世紀九十年代初期，他將自己的興趣轉向“娛樂教育”領域。
1993年，羅傑斯移居新墨西哥大學，擔任傳播與新聞學系系主任。在朝鮮戰爭期間，他駐紮在空軍基地時，他就喜歡新墨西哥州阿尔伯克基。他幫助新墨西哥大學啟動了一個傳播學博士課程計劃，重點是跨文化背景。羅傑斯患有腎臟疾病，並於2004年夏天從新墨西哥大學退休。他在幾個月後去世，留下遺孀科琳·謝夫納·羅傑斯（Corinne Shefner-Rogers）博士和兩個兒子：大衛·羅傑斯（David Rogers）和埃弗里特·金（Everett King）。在他47年的學術生涯中，羅傑斯留下了30多本書和500多篇文章。

## 學術方面
羅傑斯是傳播學分支領域“發展傳播學”的重要開創者。其中心課題為“如何運用傳播來促進國家的發展”，這個課題不管是對於發達國家或是發展中國家都具有積極好人啟發的意義。
“議程設置”理論或假設風行於二十世紀六十至七十年代，是從告知功能的角度探討大眾傳播的效果問題。羅傑斯同時也是“議程設置”理論的傑出發展者和當代主要代表人之一。羅傑斯在他的許多著作和文章中，探討了“議程設置”這個理論的歷史、發展狀況和未來的趨勢，詳見《議程設置研究：它在哪里？它往何處去？》
而對於傳播學發展的研究，也可以說是埃弗里特·羅傑斯的又一獨特且極為重要的成就，他寫下了重要的代表作之一《傳播學史——一種傳記式的方法》。在這本書中，羅傑斯講述了傳播學作為一門學科的生成過程，也就是傳播學如何在美國為主的大學內作為一門最重要的、新的研究領域脫穎而出。羅傑斯選擇了通過傳記式的便是工作，在人的基礎上來理解傳播史。這是一個非常獨特切新穎的視角。
《創新的擴散》是他的成名作，寫於二十世紀六十年代，並產生了極其廣泛的影響。這部著作以及後來的《大眾傳播與國家發展》和《創新的傳播：一種交叉文化的方法中》，羅傑斯賦予了傳播以非常重要的地位。羅傑斯還討論了涉及創新推廣過程的幾個因素，如從認知到採納的時間、大眾和人際傳播等。

## 著作及論文

### 書籍
- Rogers, E. M. (2003). Diffusion of innovations (5th ed.). New York, NY: Free Press.
  - 简体中文译本（2002）：埃弗雷特·M. 罗杰斯. . 辛欣 译. 中央编译出版社. 2002. ISBN 9787801095312.
  - 繁體中文譯本：羅吉斯. . 唐錦超 譯. 遠流. 2006. ISBN 9789573259084.
  - 简体中文译本（2016）：E. M.罗杰斯. . 唐兴通 郑常青 张延臣 译 第五版. 电子工业出版社. 2016. ISBN 9787121277498.
- Rogers, E. M. (1969). Modernization among peasants: The impact of communication. New York, NY: Holt, Rinehart & Winston.
- Rogers, E. M. (1973). Communication strategies for family planning. New York, NY: Free Press.
- Rogers, E. M. (Ed.). (1976). Communication and development: Critical perspectives. Beverly Hills, CA: Sage.
- Rogers, E. M. (1986). Communication technology: The new media in society. New York, NY: Free Press.
- Rogers, E. M. (1994). A history of communication study: A biographical approach. New York, NY: Free Press.
  - 简体中文译本（2002）：E·M·罗杰斯. . 殷晓蓉 译. 上海译文出版社. 2002. ISBN 9787532727810.
  - 简体中文译本（2005）：E·M·罗杰斯. . 殷晓蓉 译. 上海译文出版社. 2005. ISBN 9787532737062.
  - 简体中文译本（2012）：E·M·罗杰斯. . 殷晓蓉 译. 上海译文出版社. 2012. ISBN 9787532758296.
- Rogers, E. M. (2008). The fourteenth paw: Growing up on an Iowa farm in the 1930s. Singapore: Asian Media Information and Communication Center.
- Rogers, E. M., & Agarwala-Rogers, R. (1976). Communication in organizations. New York, NY: Free Press.
- Rogers, E. M., & Balle, F. (Eds.). (1985). The media revolution in America and in Western Europe. Norwood, NJ: Ablex.
- Rogers, E. M., & Kincaid, D. L. (1981). Communication networks: Toward a new paradigm for research. New York, NY: Free Press.
- Rogers, E. M., & Larsen, J. K. (1984). Silicon Valley fever: Growth of high-technology culture. New York, NY: Basic Books.
  - 简体中文译本：埃弗里特·M. 罗杰斯. . 李智晖 霍永学 译. 电子工业出版社. 2018. ISBN 9787121332395.
- Rogers, E. M., & Steinfatt, T. M. (1999). Intercultural communication. Prospect Heights, IL: Waveland Press.
- 中（简体）英双语：James W.Dearing, Everett M.Rogers. . 倪建平 译. 复旦大学出版社. 2009. ISBN 9787309063264.

### 論文
- Rogers, E. M. (1973). Mass media and interpersonal communication. In I. d. S. Pool, F. W. Frey, W. Schramm, N. Maccoby, & E. B. Parker (Eds.), Handbook of communication (pp. 290–310). Chicago, IL: Rand McNally.
- Rogers, E. M. (1976). Communication and development: The passing of the dominant paradigm. Communication Research, 3(2), 213-240.
- Rogers, E. M. (1982). The empirical and critical schools of communication research. In M. Burgoon (Ed.), Communication yearbook (Vol. 5, pp. 125–144). New Brunswick, NJ: Transaction Books.
- Rogers, E. M. (1985). Methodology for meta-research. In H. H. Greenbaum, S. A. Hellweg, & J. W. Walter (Eds.), Organizational communication: Abstracts, analysis, and overview (Vol. 10, pp. 13–33). Beverly Hills, CA: Sage.
- Rogers, E. M. (1990). Communication and social change. In G. L. Dahnke & G. W. Clatterbuck (Eds.), Human communication: Theory and research (pp. 259–271). Belmont, CA: Wadsworth.
- Rogers, E. M. (1989). Inquiry in development communication. In M. K. Asante & W. B. Gudykunt (Eds.), Handbook of international and intercultural communication (pp. 67–86). Newbury Park, CA: Sage.
- Rogers, E. M. (1994). The field of health communication today. American Behavioral Scientist, 38(2), 208-214.
- Rogers, E. M. (1999). Anatomy of the two subdisciplines of communication study. Human Communication Research, 25(4), 618-631.
- Rogers, E. M. (1999). Georg Simmel's concept of the stranger and intercultural communication research. Communication Theory, 9(1), 58-74.
- Rogers, E. M. (2000). The extensions of men: The correspondence of Marshall McLuhan and Edward T. Hall. Mass Communication and Society, 3(1), 117-135.